# Берте, Генрих

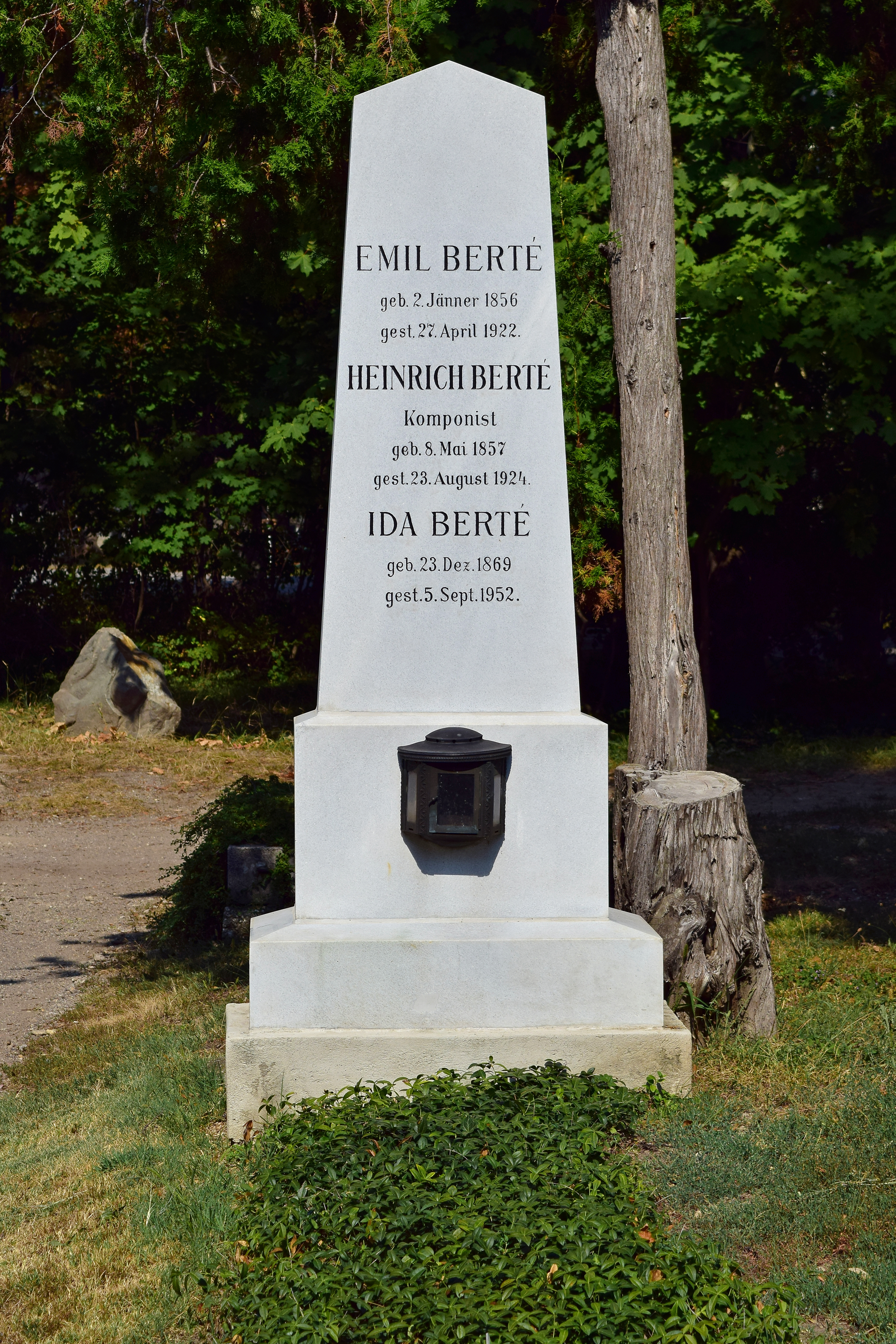
Могила на Центральном венском кладбище

Генрих Берте (настоящие имя и фамилия — Генрих Беттельгейм (нем. Heinrich Berté; 8 мая 1858 в Глоговец, Австрийская империя (ныне Словакия) — 23 августа 1924, Перхтольдсдорф, Австрия) — австро-венгерский композитор.

## Биография
Еврейского происхождения. Сын врача. Сперва год обучался техническим наукам, с 1884 года изучал композицию и контрапункт под руководством Франца Кренна в венской консерватории, был также учеником Йозефа Хельмесбергера (старшего), Роберта Фукса и Антона Брукнера.
Композитор, автор ряда балетов, опер и оперетт.
Берте, всю свою жизнь был холостяком, жил со своим братом Эмилем Берте Старшим.
Похоронен на Центральном венском кладбище.

## Избранные музыкальные сочинения
Оперы
- Die Schneeflocke (Прага, 1896)

Оперетты
- Bureau Malicone (Вена, 1891)
- Der neue Bürgermeister (Вена, 1904)
- Die Millionenbraut (Мюнхен, 1904)
- Der Stadtregent (Мюнхен, 1905)
- Der kleine Chevalier (Дрезден, 1907)
- Der schöne Gardist (Бреслау, 1907)
- Der Glücksnarr (Вена, 1908)
- Kreolenblut (Гамбург, 1911)
- Der Märchenprinz (Ганновер, 1914)
- Das Dreimäderlhaus (Вена, 1916)
- Lenz und Liebe (Гамбург, 1918)
- Die drei Kavaliere (Вена, 1919)
- Coulissengeheimnisse (Гамбург, 1920)

Балет
- Золотой сказочный мир (по сказкам братьев Гримм, 1893, постановка Йозефа Хасрейтера)

## Память
- В 1929 году в честь композитора была названа площадь Bertégasse в 23-м районе Вены — Лизинг.